# Richard Whitbourne
Sir Richard Whitbourne (auch Whitburne, getauft 20. Juni 1561 in Bishopsteignton bei Newton Abbot in Devonshire; † 1635, vor September) war ein englischer Seefahrer, Kaufmann, Kolonist in Neufundland und Autor.
Die kanadische Bundesregierung ehrte Whitbourne am 23. November 1984 für sein Wirken unter anderem als Kaufmann sowie Förderer der Kolonialisierung und erklärte ihn zu einer „Person von nationaler historischer Bedeutung“.

## Leben
Whitbourne war der Sohn des Yeoman John Whitbourne aus Devonshire. Er ging bei einem Fernkaufmann (Merchant Adventurer) in Southampton in die Lehre und segelte dabei viel in europäischen Gewässern und mehrfach nach Neufundland, zuerst 1579. Er betrieb Walfang und handelte mit den Indianern. Whitbourne war in Neufundland sowohl bei der Annexion durch Humphrey Gilbert 1583 zugegen, als auch beim Überfall von Bernard Drake auf die portugiesische Fischereiflotte 1585. Er diente unter Admiral Thomas Howard, 1. Earl of Suffolk, auf einem eigenen Schiff im Kampf gegen die spanische Armada 1588 – und kommandierte drei weitere Schiffe – und war danach vor allem in der Kabeljaufischerei vor Neufundland aktiv. 1615 hielt er einen ersten Gerichtshof in Nordamerika ab und untersuchte Vergehen der Fischer an den Kolonisten, beauftragt von der englischen Admiralität. Wie John Guy konnte er aber wenig ausrichten, auch wenn er von zahlreichen Kapitänen Aussagen sammelte. 1612, 1614 und 1616 war er mit eigenen Schiffen vor Neufundland und beabsichtigte die gefangenen Fische im Mittelmeerraum zu verkaufen. Er interessierte sich zunehmend für die Siedler in Neufundland und ergriff Partei für diese gegen die Fischer.
Auf Bitte von Sir William Vaughan, einem Spekulanten, der Land in Neufundland von der London and Bristol Company gekauft hatte, leitete er 1618 bis 1620 als Gouverneur dessen 1617 gegründeter Kolonie in Renews in Neufundland, bis Vaughan das Unternehmen aufgab. Die Siedler waren schlecht vorbereitet und hatten wenig Erfolg. 1620 veröffentlichte er ein Buch, um die Besiedlung Neufundlands zu fördern. Es ist eine wichtige Quelle für die frühe Geschichte Neufundlands. Er preist dabei die Möglichkeiten für Fischer und Siedler enthusiastisch an. Whitbourne versuchte auch Henry Cary, 1. Viscount Falkland, für eine Fortsetzung der Kolonie zu gewinnen und besuchte 1622 und 1626 die Kolonie, die vom Gouverneur Francis Tanfield regiert wurde. 1625 wurde er durch Lord Falkland, in dessen Funktion als Lord Deputy of Ireland, zum Knight Bachelor geadelt.
Whitbourne setzte sich beim englischen König Jakob I. für die Begnadigung des Piraten Peter Easton ein, der ihn zuvor 1612 elf Wochen gefangen hielt, um ihn selbst zur Piraterie zu bekehren, und er setzte sich für den Piraten Henry Mainwaring ein. Letzterer war zwar anfangs Piratenjäger, wandelte sich dann aber zum Piraten mit Angriffen auf die Fischer vor Neufundland.
Er besaß lange ein Haus nahe Exmouth an der Küste von Devonshire. Ab 1627 diente er als Lieutenant auf dem Linienschiff Bonaventure und ertrank schließlich 1635.
Er war mit einer Frau namens Joanne verheiratet, die bereits 1620 starb, und hatte mit ihr zwei Töchter, Joan und Katherine.

## Schriften
- A Discourse and Discovery of New-found-land. London 1620, 2. Auflage 1622.
- Westward hoe for Avalon in the New-Found-Land. London 1622.
- A discourse containing a loving invitation … to all Adventurers … for the advancement of his Majesties most hopeful Plantation in the New-found-land. 1622.